# Phyllachora ramicola
Phyllachora ramicola är en svampart som beskrevs av R.K. Verma, N. Sharma & Soni 2008. Phyllachora ramicola ingår i släktet Phyllachora och familjen Phyllachoraceae.   Inga underarter finns listade i Catalogue of Life.